# Гонзов, Юрий Николаевич
Юрий Николаевич Гонзов (Пустой шаблон {{ВД-Преамбула}} ) — советский хоккеист, защитник.

## Биография
Недолгую карьеру в командах мастеров провёл в «Торпедо» Горький, за которое в классе «А» отыграл три сезона (1954/55 — 1956/57). До этого в 1953 году был в составе футбольной команды «Торпедо» в классе «Б».